# Ширанъёль
Ширанъёль — река в России, протекает по Республике Коми. Левый приток реки Юръяха.
Течёт через елово-берёзовые леса. Устье реки находится в 115 км по левому берегу реки Юръяха. Длина реки составляет 16 км.

## Данные водного реестра
По данным государственного водного реестра России относится к Двинско-Печорскому бассейновому округу, водохозяйственный участок реки — Печора от впадения реки Уса до водомерного поста Усть-Цильма, речной подбассейн реки — Печора ниже впадения Усы. Речной бассейн реки — Печора.
Код объекта в государственном водном реестре — 03050300112103000073973.